# Napoli Challenger 1981
Il Napoli Challenger 1981 è stato un torneo di tennis facente parte della categoria ATP Challenger Series nell'ambito dell'ATP Challenger Series 1981. Il torneo si è giocato a Napoli in Italia dal 1 al 7 giugno 1981 su campi in terra rossa.

## Vincitori

### Singolare
Damir Keretić ha battuto in finale  Gustavo Guerrero con il punteggio di 4–6, 6–2, 6–2

### Doppio
Ricardo Acuña /  Ramiro Benavides hanno battuto in finale  Alejandro Pierola /  Ricardo Rivera con il punteggio di 6–1, 6–1